# Ononis hackelii
Ononis hackelii é uma espécie de planta com flor pertencente à família Fabaceae. 
A autoridade científica da espécie é Lange, tendo sido publicada em Videnskabelige Meddelelser fra Dansk Naturhistorisk Forening i Kjøbenhavn 239. 1877.

## Portugal
Trata-se de uma espécie presente no território português, nomeadamente em Portugal Continental.
Em termos de naturalidade é endémica da região atrás referida.

## Protecção
Encontra-se protegida por legislação portuguesa ou da Comunidade Europeia, nomeadamente pelo Anexo II (espécie prioritária) e IV da Directiva Habitats.